# Navajo Nation Reservation

Die Flagge der Navajo-Nation seit dem 21. Mai 1968.

Wappen

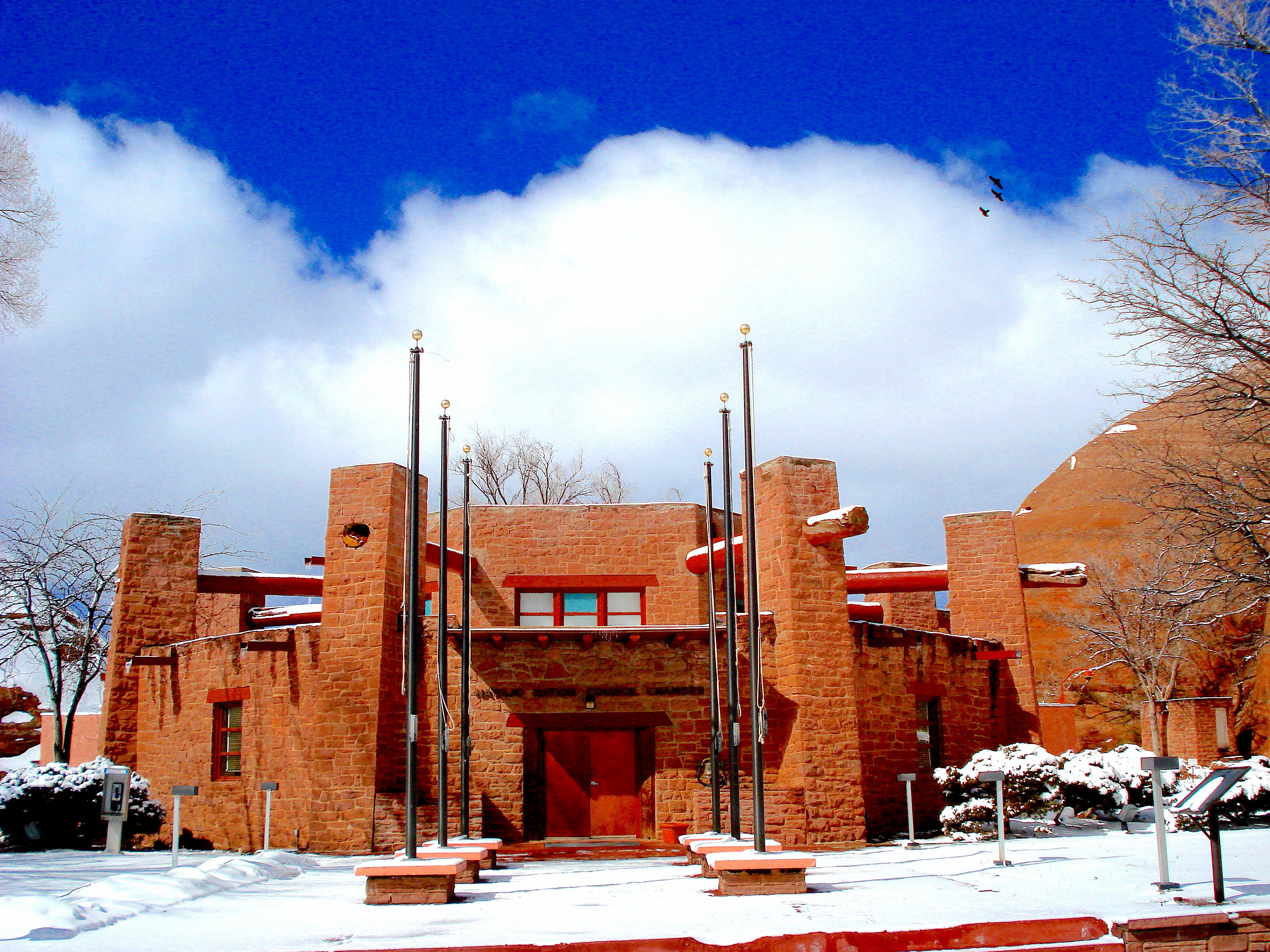
Navajo Nation Council Chambers (Béésh bąąh dah siʼání) in Window Rock

Die Navajo Nation Reservation (Navajo: Diné Bikéyah / Naabeehó Bikéyah) ist mit 67.339 km² das größte Indianerreservat in den Vereinigten Staaten und erreicht die Größenordnung des Bundeslandes Bayern. Sie wurde den Diné-Indianern im Jahr 1868 durch General William T. Sherman vertraglich zugesichert. Die Hauptstadt ist Window Rock, Arizona.

## Lage

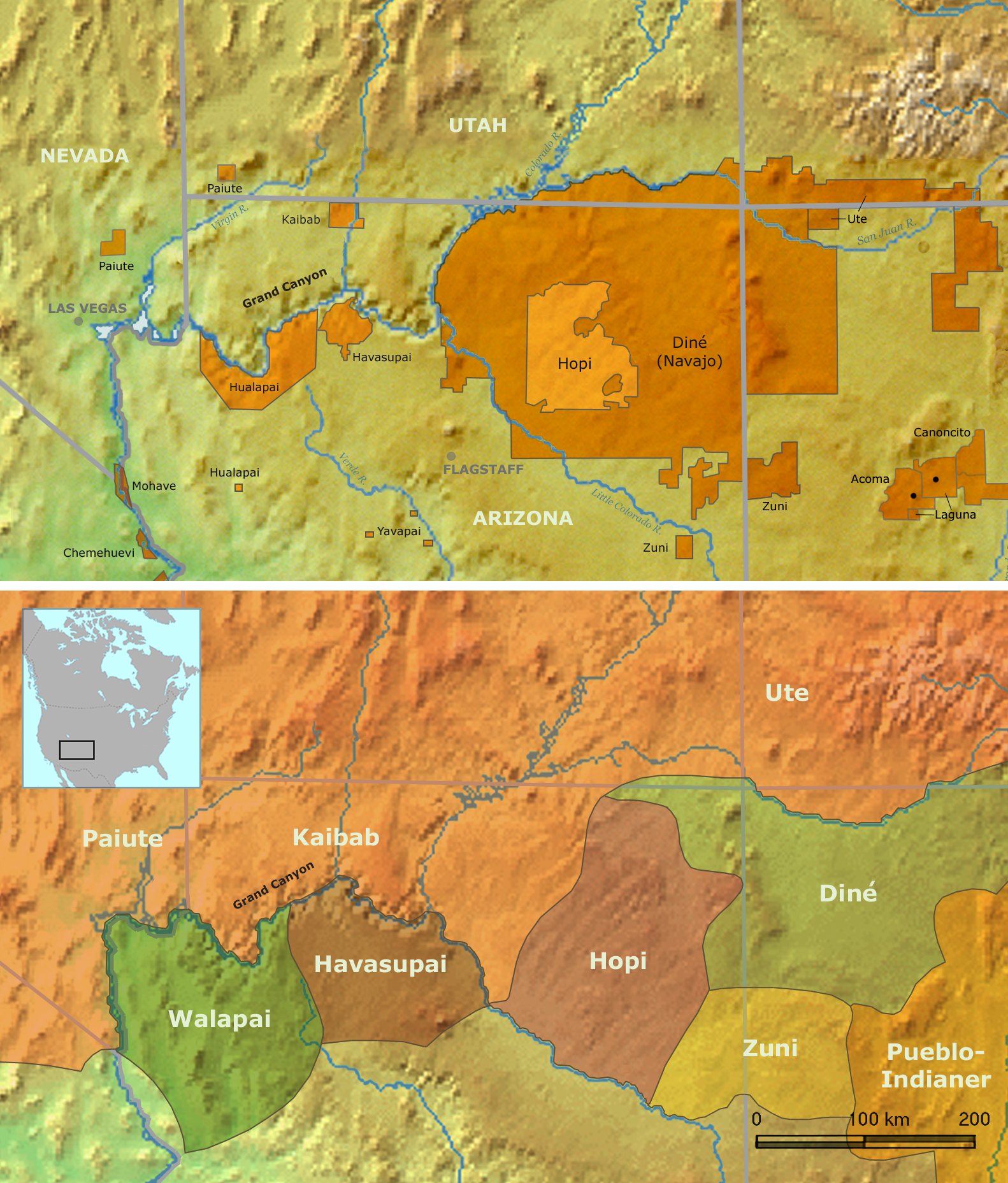
Lage der Navajo Nation Reservation

Die Navajo Nation Reservation liegt in der Sandsteinwüste im Grenzgebiet der Bundesstaaten Utah, Arizona und New Mexico südlich und westlich des Punktes Four Corners. Sie ist Teil des Colorado-Plateaus auf einer Höhe von 1500 bis 2000 m ü. d. Meeresspiegel. Nebst verschiedenen Canyons und großen Flusssystemen ist das Land für seine Tafelberge (span. Mesa) und für weitere Sehenswürdigkeiten wie das Monument Valley, den Canyon de Chelly und den Antelope Canyon bekannt.
Die Hopi Reservation bildet eine Enklave innerhalb der Navajo Nation Reservation.

## Territoriale Entwicklung
Für Indianer gab es Mitte des 19. Jahrhunderts drei Möglichkeiten in den Besitz von Land zu kommen. Die Möglichkeit, dies durch einen Vertrag mit der Regierung der Vereinigten Staaten zu erreichen – wie im Vertrag vom 1. Juni 1868 –, wurde durch den Kongress mit Gesetz vom 3. März 1871 abgeschafft, da kein indianischer Stamm innerhalb des Territoriums der Vereinigten Staaten mehr als unabhängige (und damit vertragsfähige) Nation anerkannt werden sollte. Die Navajo Reservation ist in Arizona die einzige Reservation, die ursprünglich durch Vertrag begründet wurde, und ist auch älter als der Bundesstaat Arizona selbst, der erst 1912 als 48. Staat aufgenommen wurde. Die weiteren Möglichkeiten waren die Besitzzuweisung durch Verordnung der Bundesregierung oder durch ein Bundesgesetz.

Erweiterungen der Navajo Reservation 1868–1934

Das im Vertrag vom 1. Juni 1868 zugewiesene Reservat umfasste eine Fläche von 3.500.000 Acre (ca. 14.164 km²).
In der Folge wurde das Gebiet mehrfach auf nahezu die fünffache Fläche erweitert durch:
- Verordnung der Bundesregierung vom 29. Oktober 1878
- Verordnung der Bundesregierung vom 6. Januar 1880
- Verordnung der Bundesregierung vom 16. Dezember 1882 (ca. 2,5 Millionen Acres für die Hopi und andere Indianer)[6]
- Verordnung der Bundesregierung vom 17. Mai 1884
- Verordnung der Bundesregierung vom 24. April 1886
- Verordnung der Bundesregierung vom 8. Januar 1900
- Verordnung der Bundesregierung vom 14. November 1901
- Verordnung der Bundesregierung vom 15. Mai 1905/Bundesgesetz vom 1. März 1933
- Verordnung der Bundesregierung vom 9. November 1907/28. Januar 1908
- Verordnung der Bundesregierung vom 1. Dezember 1913
- Verordnung der Bundesregierung vom 19. Januar 1918/23. Mai 1930/Bundesgesetz vom 14. Juni 1934
- Bundesgesetz vom 23. Mai 1930
- Bundesgesetz vom 14. Juni 1934

## Bevölkerung
Die nachfolgenden Zahlen basieren auf den offiziellen Publikationen zum US Census 2010 und zum US Census 2020.
Bei den Daten zur Navajo Bevölkerung ist zu unterscheiden zwischen
- der Zahl der Einwohner in der Navajo Nation Reservation
- der Zahl der Personen, die sich selbst (unabhängig vom Wohnort) bei der Volkszählung als zugehörig zur Tribal Group der Navajos deklariert haben
- der Zahl derer die sich selbst als zugehörig zur Tribal Group der Navajos deklariert haben und in der Navajo Nation Reservation wohnen.
- der Zahl derer die sich bei der Navajo Nation als Stammesmitglieder registrieren ließen (Tribal enrollment)

Einwohner in der Navajo Nation Reservation
2010 wurden insgesamt 173 667 Einwohner auf dem Gebiet der Navajo Nation (inklusive des Off-reservation trust land) erfasst. Das Gebiet der Navajo Nation Reservation erstreckt sich über drei Bundesstaaten (in diesen drei Bundesstaaten leben aber auch viele Navajos außerhalb der Reservation). Nachfolgend sind die Einwohnerzahlen der Reservation nach Bundesstaat dargestellt. Bei der Volkszählung 2020 wurden auf dem Gebiet der Navajo Nation (inklusive des Off-reservation trust land) 165 158 erfasst.
| Gebiet                                      | Einwohner 2010 | Einwohner 2020 |
| im Bundesstaat Arizona                      | 101 816        |                |
| im Bundesstaat New Mexico                   | 42 127         |                |
| im Bundesstaat Utah                         | 6 068          |                |
| * Navajo Nation Reservation                 | 150 011        |                |
| im Bundesstaat Arizona                      | 19             |                |
| im Bundesstaat New Mexico                   | 23 637         |                |
| * Off-Reservation Trust-Land                | 23 656         |                |
| ** Reservation + Off-Reservation Trust-Land | 173 667        | 165 158        |

Nachfolgend wird die Bevölkerung der Navajo Nation Reservation (Census 2020) nach ethnischer Zusammensetzung dargestellt:
| Bevölkerungsgruppe     | Anzahl  | Anteil in % |
| Navajo                 | 141 122 | 85,45       |
| andere Indianergruppen | 16 779  | 10,16       |
| * American Indian      | 157 901 | 95,61       |
| White; Latinos u. a.   | 7 257   | 4,39        |
| ** Total               | 165 158 | 100,0       |

Zugehörig zur Tribal Group der Navajo
Die Zahl der Personen, die sich 2020 selbst (unabhängig vom Wohnort) bei der Volkszählung als allein zugehörig zur Tribal Group der Navajos deklariert haben beläuft sich auf 315 086 (2010: 286 731), womit die Navajos in dieser Kategorie die bevölkerungsreichste nordamerikanische Gruppe darstellen. Weniger als die Hälfte dieser Navajos leben in der Navajo Nation Reservation (141 122, d. h. ca. 45 %).
Jene die sich den Navajos allein oder auch anderen Stämmen oder Rassen als zugehörig deklariert haben belief sich auf 423 012 (2010: 332 129). In dieser Kategorie mit mehrfach Nennungen zur Herkunft sind weiterhin die Cherokee die stärkste Gruppe. Die Navajo stellen 14,6 % aller Personen in den Vereinigten Staaten, die sich 2020 zur Herkunft von einem amerikanischen Indianerstamm bekannten.
Zugehörig zur Tribal Group der Navajo und in der Navajo Nation Reservation lebend
Bei der Volkszählung 2020 wurden in der Navajo Nation Reservation and Off-Reservation Trust-Land, AZ–NM–UT 157 901 Personen in der Kategorie American Indian and Alaska Native gezählt, wovon sich 141 122 zur Navajo Nation bekannten, d. h. es lebten auch 16 779 (ca. 10 %) Angehöriger anderer Stämme im Gebiet der Navajo Reservation. Die Navajo Nation Reservation hat die weitaus größte Bevölkerungszahl aller Reservationen in den Vereinigten Staaten.
Bei der Navajo Nation als Navajo registrierte Personen
Neben der Selbstdeklaration bei der Volkszählung gibt es noch die Registrierung bei einem Stamm (tribal enrollment), die Individuen den Zugang zu den von der Bundesregierung dem Stamm zugesprochenen Fördermitteln öffnet. Die Bedingungen für diese Registrierung regelt jeder Stamm selbst. Die Navajo Nation verlangt seit 1951, dass Stammesmitglieder mindestens zu einem Viertel von Navajo abstammen, also mindestens ein Großelternteil Navajo ist. 2004 lehnte der Stammesrat einen Antrag ab, der die Navajo Abstammung bereits bei einem Achtel vorsah – dies hätte die Anzahl der Stammesmitglieder schätzungsweise auf 600 000 erhöht.
Die Zahl der bei der Navajo Nation als Navajo registrierte Personen betrug im April 2021 knapp 400 000. Hier ergab sich in den vergangenen Jahren ein markanter Anstieg, da insbesondere staatliche COVID-Hilfen teilweise an eine Registrierung geknüpft waren.

## Geschichte der Navajo-Selbstverwaltung unter Kontrolle der Vereinigten Staaten von Amerika

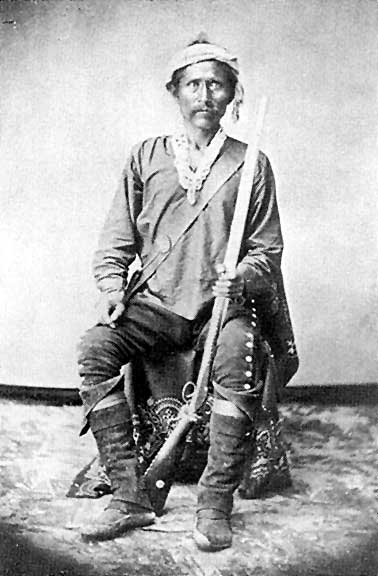
Navajo-Häuptling Barboncito (Schnurrbart), Foto aus den Smithsonian Institute’s Anthropological Archives

Am 1. Juni 1868 unterzeichneten zwei Kommissare der Bundesregierung und eine Gruppe von Navajo-Anführern und früheren Kriegshäuptlingen einen Vertrag in Fort Sumner, wo zu dieser Zeit ca. 8500 Angehörige des Diné-Volkes (Navajo) interniert waren. 18 Vertreter der Diné unterzeichneten den Vertrag mit ihrem „X“. Barboncito war während der Verhandlungen deren Hauptredner und wurde von den Regierungsvertretern als wichtigster Häuptling angesehen.
Der Vertrag sichert den Navajo eine Reservation im nordwestlichen New-Mexico-Territorium und nordöstlichen Arizona-Territorium zu.

### Die alten Männer als Mittler zwischen Stamm und Indianeragent
Um die Reservation besser kontrollieren zu können, setzte das Bureau of Indian Affairs (BIA) eine Marionetten-Selbstverwaltung ein. Dabei wurden Barboncito als Oberhäuptling sowie Ganado Mucho (für den Westen) und Manuelito (für den Osten) als Unterhäuptlinge eingesetzt.
Auch in der Folgezeit setzte das Bureau of Indian Affairs Häuptlinge ein, die einerseits im Stamm zumindest über eine gewisse Akzeptanz verfügten und andererseits bereit waren mit den Indianeragenten zusammenzuarbeiten. Obwohl es sich um keine Selbstverwaltung und keine gewählten Vertreter handelte und sie über keinerlei Regierungsgewalt verfügten, zeigt die mehrfache Erweiterung der Reservation und die starke Zunahme von Bevölkerung und Viehbestand, dass die Häuptlinge bei der Vertretung der Interessen ihres Volkes nicht erfolglos waren.

### Der Stammesrat von 1923 – eine wirtschaftliche Notwendigkeit
Auf dem Gebiet der Reservation wurden Bodenschätze gefunden (Öl, Gas, Kohle, Mineralien), die aus Sicht des Bureau of Indian Affairs (BIA) ausgebeutet werden sollten, und auch die Nutzung der Wälder und des Wassers bedurfte einer Regelung. Bis 1923 wurden alle natürlichen Ressourcen als Eigentum der lokalen Gemeinschaft der an den Fundorten lebenden Indianer angesehen. Das BIA organisierte Vollversammlungen dieser Bewohner, da gemäß Artikel X. des Vertrages vom 1. Juni 1868 bei einer Landabtretung oder der Vergabe von Konzessionen die Zustimmung von mindestens 75 % der Erwachsenen gegeben sein musste.
Da eine Abgrenzung der lokalen Gemeinschaften ebenso wie auch die Feststellung des 75-%-Quorums schwierig und strittig waren, gab es immer wieder Streitigkeiten mit der Folge, dass das Innenministerium (Department of the Interior) die Konzessionen nicht anerkannte – die wirtschaftlichen Verhältnisse verlangten nach Rechtssicherheit. Das Innenministerium verfolgte nun eine neue Rechtsauffassung, nach der die Bodenschätze auf dem Gebiet der Reservation nicht mehr Eigentum der lokalen Gemeinschaften, sondern des Navajo-Stammes als Ganzes waren. Für diesen Eigentümer musste nun ein rechtlich handlungsfähiges Organ geschaffen werden.
Bereits 1922 agiert ein Business Council mit zweifelhafter Legitimation für den Navajo-Stamm als Verhandlungspartner der interessierten Firmen. Im Januar 1923 verkündete der Leiter des Bureau of Indian Affairs (BIA) Regulations Relating to the Navajo Tribe of Indians, in denen die Gründung eines Tribal Council festgelegt wurde. Nebst einem Vorsitzenden und dessen Stellvertreter sollten in jeder der sechs Navajo Agencies des BIA je ein Delegierter und ein Stellvertreter gewählt werden. Bereits im April 1923 wurde die Sitzverteilung auf die BIA-Distrikte revidiert, damit ein Delegierter eine annähernd gleiche Zahl von Stammesangehörigen repräsentierte. Der Rat erhielt damit 12 Mitglieder und einen Vorsitzenden. Die erste Versammlung des Rates fand am 7. Juli 1923 statt.
Gleichzeitig reorganisierte das BIA seine Verwaltung für die Reservation und setzte einen Oberbeamten (Commissioner) ein, der nun die Aufsicht über alle sechs BIA-Distrikte der Reservation führte.
Der Stammesrat bevollmächtigte in seiner ersten Sitzung den Oberbeamten des BIA, im Namen des Stammes Konzessionsverträge zu unterzeichnen.
1927 und 1928 erfolgten kleinere Modifikationen der Regeln für den Stammesrat – erst 1936 erfolgte eine Reorganisation.
1927 führte der Leiter einer der sechs Navajo Agencies (Verwaltungsdistrikte) des BIA lokale Organisationen ein, die unter der Bezeichnung Chapter bekannt und mit Selbstverwaltungsaufgaben betraut wurden. Das System wurde auf die anderen BIA-Distrikte übertragen, scheiterte aber in den Auseinandersetzungen über die Regulierungen zur Vermeidung der Überweidung und die damit verbundene Reduktion der Viehbestände (um 1932).

### Konsequente Gewaltenteilung 1989
Nachdem das bisherige System unter dem langjährigen Vorsitzenden (Chairman) Peter MacDonald (1970–1989) eine Dominanz des Chairman als Chef von Exekutive und Legislative aufwies, erfolgte nach MacDonalds Absetzung eine Neuordnung. Mit der Funktion des Präsidenten (President), wurde neben dem Vorsitzenden des Rates ein Chef der Exekutive institutionalisiert.

### Der Verfassungskonflikt 2010
Die Selbstverwaltung der Navajo-Nation folgt dem Prinzip der Gewaltenteilung.
Die Exekutive wurde von Joe Shirley jr. (Präsident 2003–2011) und Ben Shelley (Vize-Präsident) geleitet.
Sie befand sich 2010 in einem schweren Konflikt mit der Legislative, dem Navajo Nation Council und deren Präsidenten (Speaker), Lawrence T. Morgan.
Die Judikative wird durch den obersten Richter (Chief Justice), Herb Yazzie, repräsentiert.
Ende Oktober 2009 erfolgte die Beurlaubung Shirleys vom Amt durch den Navajo Nation Council. Ein untergeordnetes Distrikt-Gericht hatte am 14. Dezember die Ausführung des Ratsbeschlusses per einstweiliger Verfügung untersagt. Der Rat warf der Exekutive Unregelmäßigkeiten beim Abschluss von Verträgen mit Privatfirmen vor. Das oberste Gericht erklärte den Ratsbeschluss über die Beurlaubung Shirleys am 28. Mai für unwirksam.
Gegen Shirley und sechs Mitglieder seiner Administration wurde eine Untersuchung eingeleitet. Der eingesetzte Sonderermittler dehnte seine Untersuchungen auch auf die Vergabe von Geldern durch die Mitglieder des Rates aus und erhob Anklage gegen 77 der 88 Abgeordneten wegen Diebstahl und Betrug.
Am 30. Juli 2010 entschied der oberste Gerichtshof, dass Shirley gemäß der gültigen Gesetze nicht unmittelbar für eine dritte Amtszeit kandidieren dürfe, während er bei späteren Wahlen wieder antreten könne.
Aus den Wahlen 2010 ging Shirleys bisheriger Stellvertreter, Ben Shelley, als Sieger hervor.

### Wahlen 2014/2015
Am 26. August 2014 fanden die Vorwahlen (Primary Elections) statt, wobei Joe Shirley mit etwas über 21 % vor Chris Dechene mit 19 % vorne lag. Russell Begaye wurde mit 14,4 % Dritter. Der Termin für die Stichwahl zwischen den beiden in der Vorwahl führenden Bewerbern war auf den 4. November angesetzt.
Unter Bezug auf die in der Wahlordnung festgelegten Anforderungen wurde die Qualifikation von Dechene angezweifelt, da er die Sprache der Navajo nicht fließend beherrsche. Das zuständige Gericht entschied, dass statt ihm der Drittplatzierte, Russell Begaye, in die Stichwahl komme. Die juristischen Auseinandersetzungen führten zu einer Verschiebung der Wahl.
Bei der Wahl am 4. April 2015 erhielten Begaye 25 745 und Shirley 15 439 Stimmen.
Am 21. April 2015 erfolgte in 10 Stimmbezirken (chapter) auf Verlangen der Anhänger von Shirley eine manuelle Nachzählung der Stimmen, die zu keiner relevanten Änderung des Ergebnisses führte (25 902 zu 15 245). Die Amtsübernahme erfolgte am 12. Mai 2015.

### Entschädigungszahlung für Missmanagement
2006 klagte die Navajo Nation gegen die US-Bundesregierung auf einen Schadensersatz von 900 Millionen US-Dollar. Bundesbehörden hätten bei der treuhänderischen Verwaltung von Vermögen der Navajo Nation Managementfehler begangen. 1946 bis 2012 sollen Erträge aus der Vergabe von Lizenzen zur Nutzung von Rohstoffen nicht sinnvoll angelegt worden sein. Der Schaden inklusive Zinsen und Kosten solle durch die Bundesregierung ausgeglichen werden.
Im Mai 2014 suchte die Regierung Obama einen Vergleich mit den Navajos und bot ihnen eine Entschädigung von 554 Millionen US-Dollar an. Am 30. Mai 2014 stimmte der Navajo Council – das Parlament der Navajo Nation – dem Vergleich mit 13 zu 3 Stimmen zu. Am 26. September 2014 erfolgte in Window Rock die feierliche Unterzeichnung der Vereinbarung.
Von etwa 100 Klagen diverser Indianernationen sind inzwischen etwa 80 durch Vergleiche beigelegt worden, wobei der Vergleich mit den Navajos für die US-Regierung der weitaus teuerste ist.

### COVID-19-Pandemie
Im Navajo-Reservat war die SARS-CoV-2-Infektionsrate 2020 höher als irgendwo anders in den Vereinigten Staaten. Überproportional viele Menschen leiden dort an Diabetes, Fettsucht oder Bluthochdruck und zählen somit zur Risikogruppe. Abstandhalten ist vielerorts in den Siedlungen nicht möglich; viele haben kein fließendes Wasser.
Arizonas Gouverneur Doug Ducey verhängte keine Maskenpflicht, obwohl Ströme von Besuchern nach Arizona kamen. Binnen zwei Wochen verdreifachte sich die Rate täglicher Neuinfektionen; Arizona wurde (neben Texas und Florida) Mitte 2020 zu einem Corona-Hotspot.
2021 konnte die Navajo-Selbstverwaltung die Einhaltung von Vorsichtsmaßnahmen (Masken etc.) weitgehend durchsetzen und zudem eine etwa 10 % über dem Durchschnitt der USA liegende Impfquote von 72 % erreichen. Bis Ende August 2022 wurden 71746 Infektionen und 1884 Todesfälle in der Reservation auf COVID zurückgeführt.

### Die Präsidenten der Navajo-Nation
Der seit 2023 amtierende Präsident Buu Nygren ist der 10. Präsident der Navajo-Nation:
| Amtszeit                             | Präsident             | Vize-Präsident        | Bild des Präsidenten |
| 1. Januar 1991 bis 1. Januar 1994    | Peterson Zah          | Marshall Plummer      |                      |
| 1. Januar 1995 bis 1. Januar 1998    | Albert Hale           | Thomas Atcitty        |                      |
| 1. Januar 1998 bis 1. Januar 1999    | Thomas Atcitty        | Milton Bluehouse, Sr. |                      |
| 1. Januar 1999 bis 31. Dezember 1999 | Milton Bluehouse, Sr. |                       |                      |
| 1. Januar 1999 bis 1. Januar 2003    | Kelsey A. Begaye      | Taylor McKenzie       |                      |
| 20. Januar 2003 bis 9. Januar 2007   | Joe Shirley, Jr.      | Frank J. Dayish, Jr.  |                      |
| 9. Januar 2007 bis 11. Januar 2011   | Joe Shirley, Jr.      | Ben Shelly            |                      |
| 11. Januar 2011 bis 12. Mai 2015     | Ben Shelly            | Rex Lee Jim           |                      |
| 12. Mai 2015 bis 8. Januar 2019      | Russell Begaye        | Jonathan Nez          |                      |
| 8. Januar 2019 bis 10. Januar 2023   | Jonathan Nez          | Myron Lizer           |                      |
| 10. Januar 2023 –                    | Buu Nygren            | Richelle Montoya      |                      |

Alle bisherigen Präsidenten gehörten der Demokratischen Partei an.

## Lebenssituation

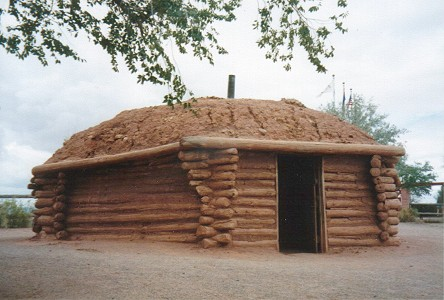
Hogan

Die Navajo haben eine eigene Regierung, die frei gewählt wird, sowie eine eigene Polizei. Die traditionelle Wohnform sind Hogans, ein Rundbau aus Holz und Steinen, die teilweise in die Erde gebaut werden und weit über das Land verstreut sind. Die Armut im Reservat gleicht derjenigen in einem Land der Dritten Welt. Über die Hälfte der rund 269.000 Einwohner (Census 2000) lebt unterhalb der Armutsgrenze. Das durchschnittliche Jahreseinkommen liegt bei knapp 11.885 US-Dollar pro Kopf, rund ein Drittel von dem der übrigen USA. Die Arbeitslosenquote betrug rund 40 Prozent.
Durch den Uranabbau entstanden seit den 1940er-Jahren enorme gesundheitliche Belastungen für die Gesellschaft. Kontaminiert wurden neben den Bergbauarbeitern auch das Vieh, Trinkwasser und Baumaterial und es kam zu zahlreichen Toten, Krebsfällen und Missbildungen. Noch heute existieren No-go-Areas. Erst 1990 wurde den Bergarbeitern eine Entschädigung zugesprochen. Im Mai 2023 stellte die Environmental Protection Agency in Aussicht die Uran-Minen auf eine Dringlichkeitsliste zu setzen, um die Entsorgung anzustoßen.
Viele Diné betreiben Schaf-, Rinder- oder Pferdehaltung. Weitere Verdienstmöglichkeiten bestehen lediglich in der Herstellung und im Verkauf von Kunsthandwerken, Decken, Silber- und Türkisschmuck, im Tourismus und im Bergbau. Junge Leute mit gutem Schulabschluss verlassen das Reservat, um zu studieren, und werden als Experten, vor allem im Bauwesen, sowohl in den USA als auch im Ausland sehr geschätzt. Sie unterstützen dann ihre oft sehr großen Familien im Reservat.
Jährlich im September findet in Window Rock die Navajo Nation Fair statt, eine Messe, ein Volksfest und der kultureller Höhepunkt für die Navajo Tradition und Identität.

## Infrastruktur
Mehr als ein Drittel aller 16.000 Haushalte des Reservats hatte 2023 kein fließendes Wasser. Durch die Lieferung des Wassers in Tanks entstehen diesen Haushalten Kosten, die jene von Haushalten, die an das Wassernetz angeschlossen sind, um das Zwanzigfache übersteigen. Seit 2003 laufende Bestrebungen der Navajo Nation, die Vereinigten Staaten auf Grundlage von bilateralen Verträgen aus den Jahren 1849 und 1863 zum Anschluss an das Wassernetz zu verpflichten, waren zuletzt 2023 mit einer Klage vor dem U. S.Supreme Court gescheitert.
Von den etwa 50.000 Gebäuden (Stand 2023) in Navajo Reservation hatten weniger als 500 eine formale Postanschrift, da sie weder an einer offiziell benannten Straße lagen, noch eine Hausnummer hatten. Um eine bessere Auffindbarkeit von Gebäuden, zum Beispiel für Besucher, Lieferservices oder Krankenwagen zu erreichen sowie Meldeadressen zu generieren, hat die Non-Profit-Organisation Rural Utah Project 2022 begonnen, Häuser mit Schildern auszustatten, die die jeweiligen Geokoordinaten aufweisen. Die Daten werden mit Hilfe der von Google entwickelten Open-Source-Software PlusCode ermittelt.
Im März 2010 hat die US-Regierung 32 Millionen Dollar bereitgestellt, um Breitband-Internetanschlüsse im Reservat verfügbar zu machen und damit neue Jobmöglichkeiten zu schaffen. Seit 2013 unterhält die Verwaltung der Navajo Nation ein Rechenzentrum, das Unternehmen der Region professionelles Hosting und andere Internet-Dienstleistungen anbietet.
60 % der Bevölkerung hatte 2023 keinen Zugang zu Breitband-lnternet.
Im Jahre 2023 gab es im gesamten Reservat nur 13 Lebensmittelgeschäfte für 170.000 Menschen, viele Einwohner haben Anfahrten von mehr als einer Stunde für ihren Einkauf. Außerdem führte der erschwerte Zugang zu gesunden Lebensmitteln zu erhöhten Krankheitsraten von Diabetes mellitus und Herzerkrankungen.

## Persönlichkeiten
Neben den bereits erwähnten Persönlichkeiten gibt es zahlreiche weitere, die in allen Lebensbereichen tätig waren oder sind:
- Narbona, er lebte von 1766 bis 1849. Er wurde nach dem Massaker an 24 Navajo-Häuptlingen im Juni 1822 in Jemez Pueblo zu einem der bedeutendsten Stammesführer. Die 24 Navajos waren unter der weißen Flagge zu einer Friedenskonferenz mit der Regierung von New Mexico gereist. Im Februar 1835 führte Narbona die Navajo zu einem entscheidenden Sieg gegen eine mexikanische Militärexpedition unter der Führung von Hauptmann Blas de Hinojos. Der Ort der Schlacht, der Copper Pass (Béésh Łichííʼí Bigiizh), ist heute als Narbona Pass bekannt.  Narbona wurde am 31. August 1849 bei einer Auseinandersetzung mit US-Soldaten getötet.[54]

- Chee Dodge, er lebte ca. 1860–1947, letzter offizieller Häuptling der Diné nach Manuelito von 1884 bis 1910, erster Vorsitzender des Navajo Business Council von 1922 bis 1928, Vorsitzender des Navajo Tribal Council von 1942 bis 1946.[55]
- Sam Ahkeah, Vorsitzender des Navajo Tribal Council von 1946 bis 1956. Er konnte Gelder aus einem Wiedergutmachungsfonds lukrieren und entwickelte das Schulsystem, damit ihre Kinder dieselben Chancen haben wie andere.[56]
- Annie Dodge Wauneka war eine Politikerin und Gesundheits- und Hygieneaktivistin der Navajo. 1952 wurde sie als zweite Frau überhaupt in das Navajo Tribal Council gewählt und übernahm ein Jahr später die Leitung des Gesundheitsausschusses, eine Position, in der sie sich für bessere Gesundheits- und Hygienebedingungen in der Navajo Nation Reservation einsetzte. Für ihr Engagement wurde sie mehrfach ausgezeichnet, darunter 1963 mit einer Presidential Medal of Freedom.
- Roberta Blackgoat, sie lebte 1917–2002 und war eine Diné Aktivistin, Rednerin, Schriftstellerin, Umweltschützerin und Künstlerin. Sie ist vor allem für ihren politischen Aktivismus gegen das Navajo-Umsiedlungsprogramm der amerikanischen Bundesregierung bekannt.[57]

- Raven Chacon, ein Komponist und Installationskünstler. 2022 wurde er als erster Native American für seine Komposition Voiceless Mass mit dem Pulitzer Prize of Music ausgezeichnet.
- Nicole Johnny, Finanzexpertin und Investmentmanagerin aus der Navajo Nation. Sie ist als Investment Associate bei Raven Indigenous Capital Partners tätig, einem indigen geführten Venture-Capital-Unternehmen mit Fokus auf Investitionen in Unternehmen indigener Eigentümer in den Vereinigten Staaten und Kanada.[58]
- Melissa Cody, eine bekannte Diné-Textilkünstlerin aus der Navajo Nation. Ihre Webarbeiten im Germantown-Revival-Stil sind bekannt für ihre kräftigen Farben und komplexen dreidimensionalen Muster. Sie bewahrt Aspekte traditioneller Navajo-Wandteppiche, fügt aber auch eigene Elemente in ihre Arbeiten ein.[59]
- Radmilla Cody, ehemalige Miss Navajo, Sängerin und Aktivistin gegen häusliche Gewalt
- Nicole Horseherder, eine Diné-Umweltaktivistin. Als Angehörige der Navajo Nation setzt sie sich für Wasserschutz und Landgewinnung ein. Als Reaktion auf die Kontroverse um die Black Mesa Peabody Coal war sie Mitbegründerin der gemeinnützigen Organisation Tó Nizhóní Ání und ist derzeit deren Geschäftsführerin.[60]
- Karletta Chief, Bodenwissenschaftlerin und Hydrolgin
- Wahleah Johns, Umweltaktivistin, Energieexpertin und ehemalige Leiterin des  Office of Indian Energy Policy and Programs im U.S. Department of Energy.